# 맥겔리 모터사이클
맥겔리 모터사이클(Megelli Motorcycles)은 신규 모터사이클 제조 브랜드로, 2007년 11월 밀라노 EICMA 전시회에 자신들의 최초모델을 전시했다.

## 개요
맥겔리 모터사이클은 SLD UK의 배리 홀 이사가 설립하였으며, 그는 이전에는 오프로드, ATV, 미니바이크와 피팅바이크를 전문으로 제작했다. 맥겔리는 현재 유럽 10여개의 국가에 제품을 판매하고 있으며 최근의 중국 Canton Trading Show 등을 통하여 한국 등을 포함한 기타 여러국가로 판매망을 넓혀가고 있다.